# 25160 Joellama
25160 Joellama è un asteroide della fascia principale. Scoperto nel 1998, presenta un'orbita caratterizzata da un semiasse maggiore pari a 2,3531746 UA e da un'eccentricità di 0,2363840, inclinata di 2,27598° rispetto all'eclittica.